# Novo Planalto
Novo Planalto är en kommun i Brasilien.   Den ligger i delstaten Goiás, i den centrala delen av landet, 300 km nordväst om huvudstaden Brasília. Antalet invånare är 3 953.
Omgivningarna runt Novo Planalto är huvudsakligen savann. Trakten runt Novo Planalto är nära nog obefolkad, med mindre än två invånare per kvadratkilometer.